# Jonathan Mensah
Jonathan Mensah (Acra, Ghana, 13 de julio de 1990) es un futbolista ghanés que juega de defensa.

## Trayectoria
Su convocatoria con Ghana en 2010 para el Mundial de Sudáfrica supuso un hito en la historia de la máxima competición futbolística a nivel de selecciones, pues el futbolista africano se convirtió en el primero de la historia de un Mundial en debutar formando parte de un equipo del quinto escalafón nacional. Lo hizo cuando jugaba en el filial del Granada CF de la Primera División Andaluza.
Su debut mundialista llegó el 19 de junio de 2010 en el partido Ghana-Australia correspondiente a la segunda jornada de la fase de grupos. Sobresalió por encima de toda su defensa, siendo clave en el empate conseguido por su equipo provocando con un disparo suyo el penalti que posteriormente marcaría Asamoah Gyan.
Tras el mundial, se confirmó la continuidad de su cesión al Granada CF, club al que había llegado en enero.
En 2011, tras acabar su cesión en el Granada, fue traspasado al Évian Thonon Gaillard FC francés.

## Selección nacional
Consiguió con su selección la Copa Mundial de Fútbol Sub-20 de 2009, siendo elegido en el once ideal del torneo. Tras ello fue convocado por la selección absoluta de Ghana para disputar la Copa Africana de Naciones 2010.
Ha sido internacional con la selección de fútbol de Ghana en 66 partidos y ha anotado un gol. También representó a su país en la Copa Mundial de Fútbol de 2010.
El 12 de mayo de 2014 el entrenador de la selección de Ghana, Akwasi Appiah, incluyó a Mensah en la lista preliminar de 26 jugadores preseleccionados para la Copa Mundial de Fútbol de 2014. Semanas después, el 1 de junio, fue ratificado en la lista final de 23 jugadores que viajaron a Brasil.

### Participaciones en Copas del Mundo
| Mundial                               | Sede      | Resultado        |
| ------------------------------------- | --------- | ---------------- |
| Copa Mundial de Fútbol Sub-20 de 2009 | Egipto    | Campeón          |
| Copa Mundial de Fútbol de 2010        | Sudáfrica | Cuartos de final |
| Copa Mundial de Fútbol de 2014        | Brasil    | Fase de grupos   |

## Clubes
| Club                        | País           | Año       |
| --------------------------- | -------------- | --------- |
| Ashanti Gold S. C.          | Ghana          | 2007-2009 |
| Free State Stars            | Sudáfrica      | 2009-2010 |
| Udinese Calcio              | Italia         | 2010      |
| Granada C. F.               | España         | 2010-2011 |
| Udinese Calcio              | Italia         | 2011-2012 |
| Évian Thonon Gaillard F. C. | Francia        | 2012-2015 |
| F. K. Anzhí Majachkalá      | Rusia          | 2016      |
| Columbus Crew S. C.         | Estados Unidos | 2017-2023 |
| San Jose Earthquakes        | Estados Unidos | 2023      |
| New England Revolution      | Estados Unidos | 2024      |